# Bestias marinas en la cartografía de los siglos XVI al XVIII
Las bestias marinas en la cartografía de los siglos XVI al XVIII simbolizaban tanto la vastedad desconocida de los océanos como los temores y mitos de la época. Estas ilustraciones no solo servían como decoraciones, sino que reflejaban la percepción cultural y religiosa del mar, alimentada por relatos mitológicos, textos religiosos y tradiciones orales de los navegantes.

## Orígenes e influencias culturales

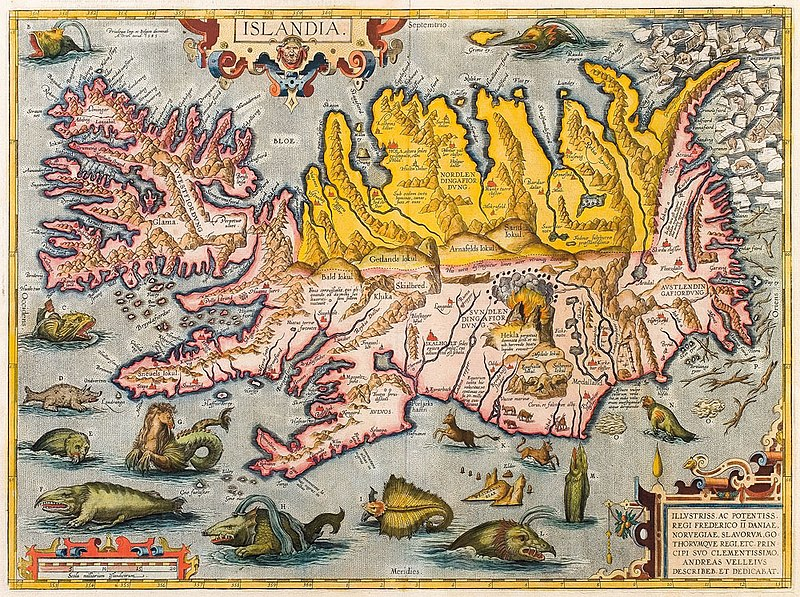
Mapa antiguo de Islandia

Las representaciones de criaturas marinas en la cartografía de la Edad Moderna tienen sus raíces en diversas tradiciones culturales que influyeron en la percepción de los océanos y sus misterios. La mitología griega, por ejemplo, aportó modelos a través de obras como La Odisea y La Ilíada, donde aparecen figuras como las sirenas, que encarnaban tanto la atracción como el peligro del mar. Por su parte, los relatos bíblicos introdujeron figuras como el Leviatán, mencionado en el Antiguo Testamento, interpretado como un símbolo del caos y el mal en un mundo dominado por el misterio de las profundidades.

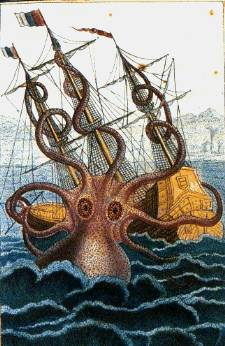
Kraken o pulpo gigante

Además, las tradiciones orientales, especialmente las leyendas babilónicas y árabes, también dejaron su huella en la creación de estos bestiarios, aportando elementos de fantasía y exotismo que enriquecieron la iconografía marítima. Estas imágenes no solo reflejaban la fascinación por lo desconocido, sino también el temor hacia lo inexplorado, en un período marcado por la exploración marítima y la expansión colonial. Los mapas de la época, por tanto, combinaban conocimiento geográfico y creencias culturales, mostrando una visión del mundo en la que lo real y lo mítico convivían en las vastas extensiones del océano.

## Criaturas representativas

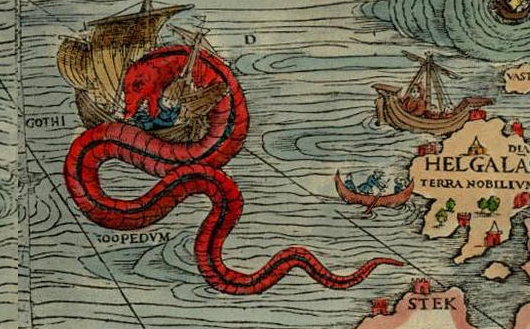
Leviatan o serpiente de mar

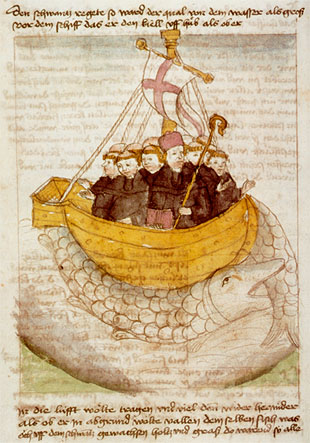
San Brandan y la ballena

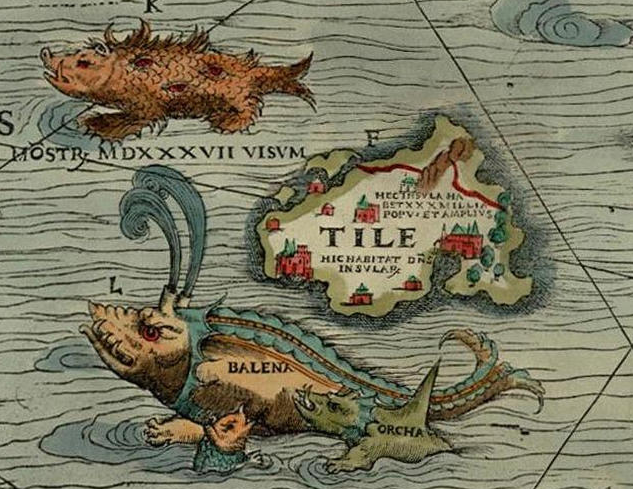
Representaciones de ballenas

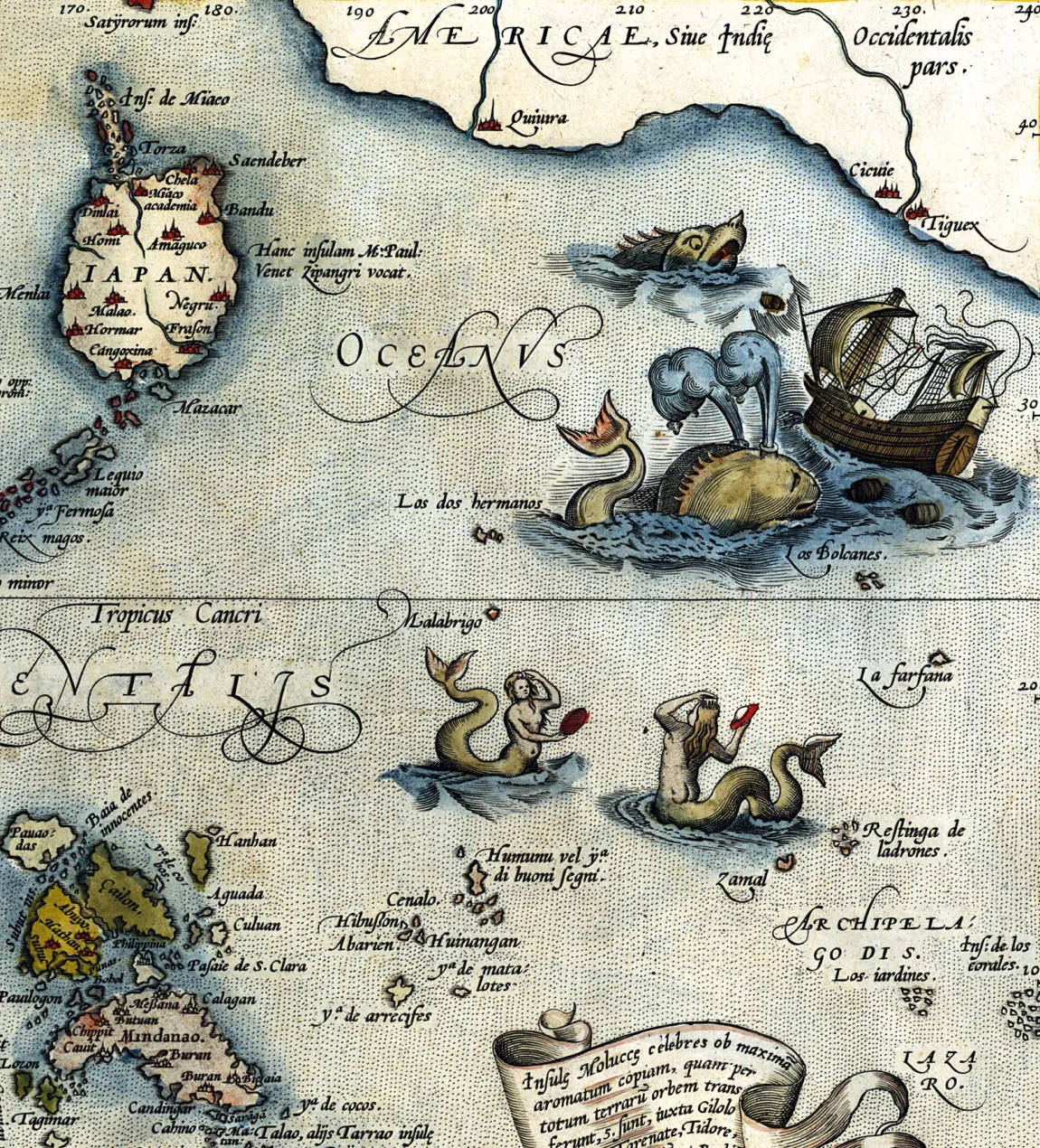
Sirenas del Theatrum orbis terrarum de Abraham Ortelius, el primer atlas moderno del mundo, 1570.

En los mapas de la Edad Media y el Renacimiento, algunas de las criaturas marinas más destacadas incluían al Leviatán, comúnmente representado como una gigantesca serpiente marina o dragón, simbolizando el caos y el mal inherentes a los océanos desconocidos. El Kraken, una criatura emblemática de la mitología nórdica, era descrito con enormes tentáculos y asociado con calamares gigantes capaces de hundir embarcaciones enteras. Las sirenas, con torso de mujer y cola de pez, fascinaban y aterrorizaban a los navegantes, quienes creían que su canto seductor los guiaba a la perdición. Otra criatura singular era el Aspidochelone, una bestia colosal que adoptaba la forma de ballenas o tortugas gigantes, conocidas por ser confundidas con islas flotantes; estas se conectaban con historias como la leyenda de San Brandán.
Las sirenas eran criaturas que advertían un lugar peligroso y en la actualidad se las sigue tomando como referencia para advertir sobre posibles peligros,  ya que en 1819, el inventor francés Cagniard de La Tour bautizó como "sirène" a la alarma que diseñó para evacuar fábricas y minas en caso de accidente, situaciones lamentablemente frecuentes en la época. Eligió este nombre inspirado en las sirenas de la mitología griega, que simbolizaban un presagio de peligro. Aunque pueda parecer contradictorio, dado que el canto de las sirenas era mortal para los marineros —como lo describe Homero en La Odisea cuando Ulises se ata al mástil para resistir su seducción—, Cagniard invirtió este simbolismo: su sirena no era un canto fatal, sino una advertencia anticipada. En la obra homérica, las sirenas prometían conocimiento total, lo cual influyó en el inventor para crear un dispositivo que, lejos de conducir a la perdición, alertara sobre un peligro inminente.

## Funciones simbólicas
Las ilustraciones de estas criaturas cumplían múltiples propósitos en los mapas de la época. Por un lado, servían como advertencias sobre los peligros del océano, marcando áreas desconocidas o consideradas peligrosas para la navegación. Asimismo, reflejaban las tensiones políticas y comerciales del período, simbolizando el poderío y la competencia entre las potencias navales en plena expansión colonial. Desde un punto de vista religioso, estas bestias eran interpretadas como manifestaciones de castigos divinos o pruebas de fe. Para protegerse, las tripulaciones realizaban rituales cristianos, como la inmersión de reliquias en el agua, buscando salvaguardar su viaje en un entorno cargado de supersticiones y peligros reales.

## Importancia cultural
Estas representaciones ayudaron a estructurar el imaginario marítimo de la época. Las crónicas de los navegantes europeos y los relatos de tierras exóticas alimentaron la creación de mapas que combinaban conocimientos geográficos con elementos fantásticos. Este fenómeno refleja la visión del mundo de una sociedad en expansión, donde lo desconocido era tanto una amenaza como una fuente de maravilla.